# Успенский Княгинин монастырь

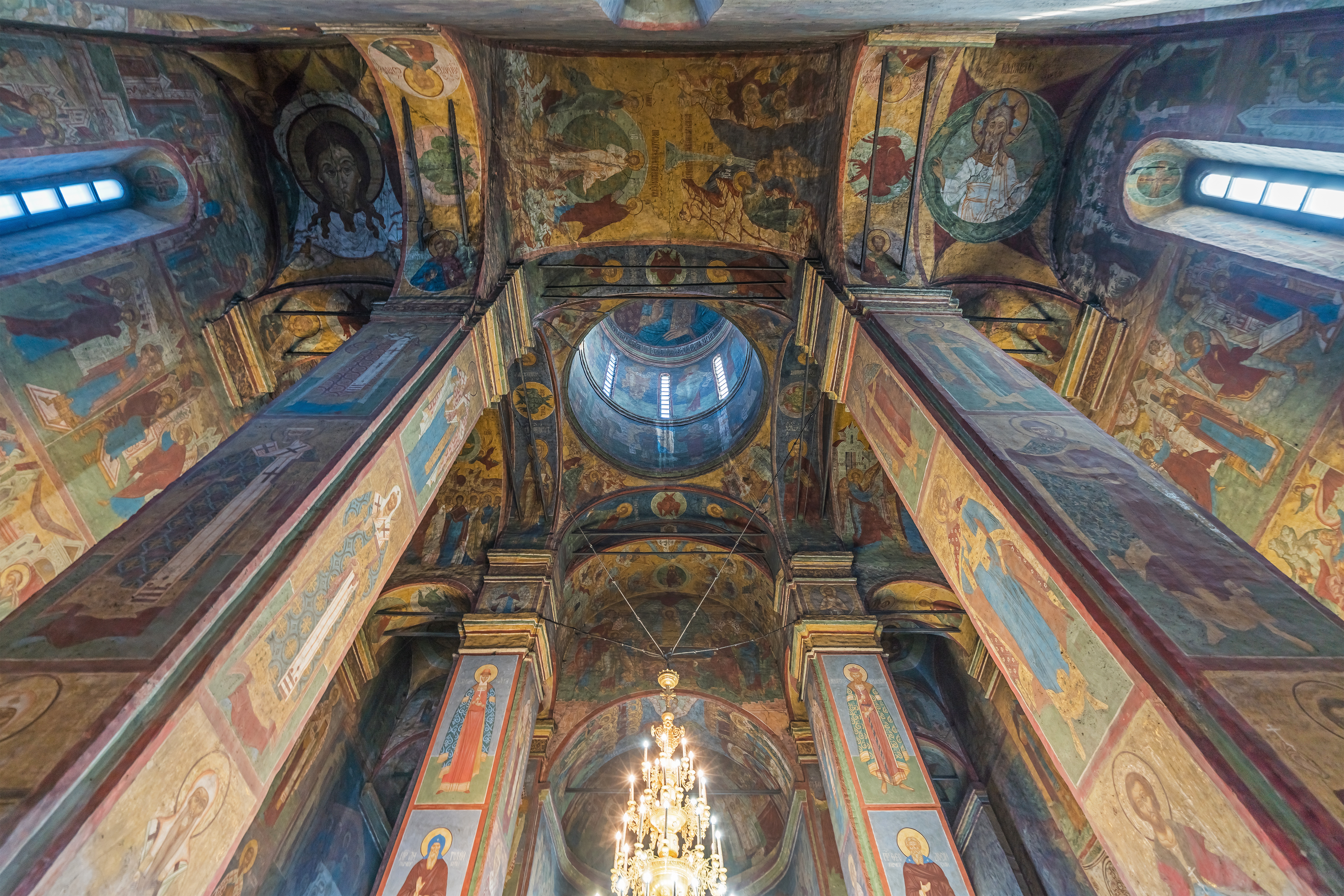
Свод Успенского собора

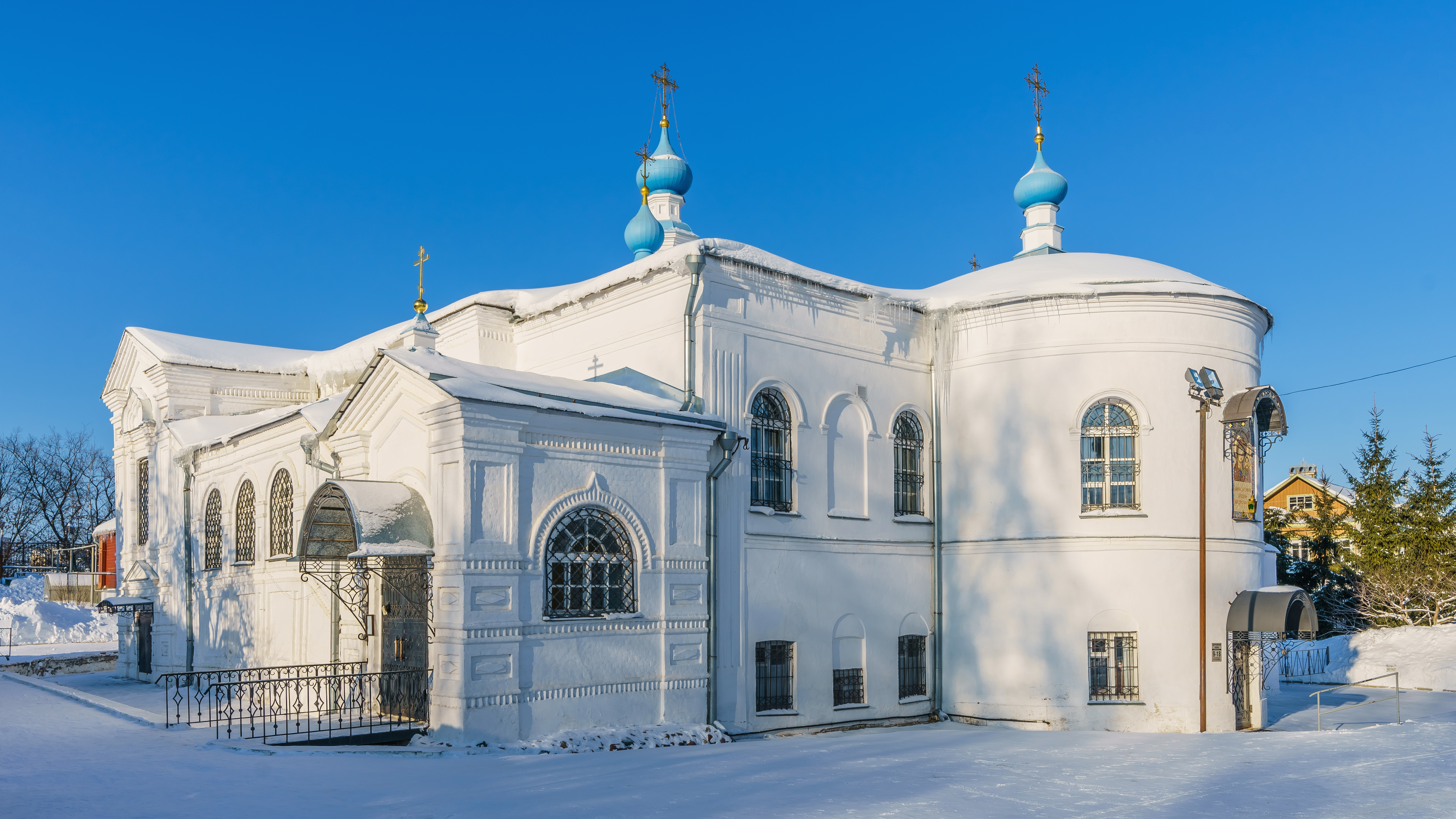
Казанская церковь

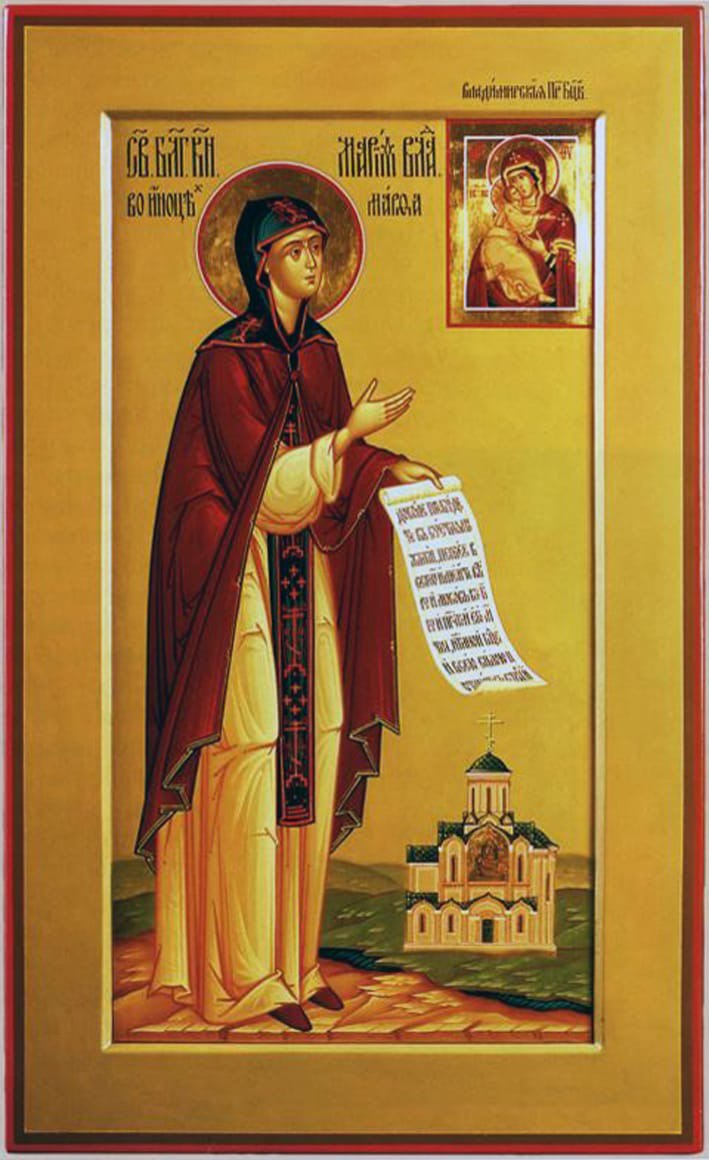
Икона основательницы монастыря великой княгини преподобной Марии Владимирской (Ясыни)

Успе́нский Княги́нин монасты́рь — действующий женский монастырь Владимиро-Суздальской епархии Русской православной церкви во Владимире.
Был основан на рубеже XII и XIII веков великим князем Владимирским Всеволодом Большое Гнездо по настоянию его жены, великой княгини Марии Шварновны (прославлена в лике святых, включена в Собор Аланских святых с именем преподобная Мария Владимирская (Ясыня)). Монастырь неоднократно был разорён, страдал от пожаров. В XX веке был закрыт, возрождение обители началось в 1993 году.

## Основание и развитие
Монастырь, располагавшийся в северной части исторического Нового города Владимира, впервые упоминается в 1200 году. Получил название Княгинин в честь великой княгини Марии Ясыни, которая на протяжении семи лет тяжело болела и желала последние дни жизни посвятить Богу служением в монастыре, приняла в 1206 году постриг в этом монастыре с именем Мария и схиму с именем Марфа, пробыв в монастыре 18 дней до своей кончины. Изначально монастырь был задуман как родовая усыпальница владимирских великих княгинь и княжон.
В XIII веке здесь были погребены сама Мария Шварновна (Ясыня), её сестра Анна, дочь Всеволода III и Марии Шварновны — Елена, позднее — супруга Александра Невского Александра (в монашеском постриге — Васса) и его дочь Евдокия (находятся под спудом в Христорождественском приделе Успенского собора).Здесь же упокоены сноха Ивана IV Грозного Пелагея, дочь Бориса Годунова Ксения.
6 марта 1230 года великим князем Владимирским Юрием Всеволодовичем в монастырь были перенесены мощи святого мученика Авраамия Болгарского.
Центром ансамбля монастыря является Успенский собор, построенный в первые годы XVI века по образу и подобию своего предшественника (сохранились нижние части стен древнего храма). Над его закомарами возвышается прямоугольный постамент, обработанный килевидными кокошниками; ещё один ярус кокошников окружает основание барабана.
Собор знаменит фресками 1648 года, над которыми работали московские изографы под руководством Марка Матвеева.

## XX век
11 февраля 1919 года рака мученика Авраамия была вскрыта Обществом воинствующих безбожников, в 1931 году передана в Ивановский областной музей. Незадолго до её изъятии небольшую частицу мощей сохранил иеромонах, в будущем епископ Афанасий (Сахаров). Позднее след мощей потерялся. Последнее упоминание встречается в инвентарной книге фонда Суздальского музея за 1954 год.
Монастырь был закрыт в 1923 году. В 1945 году в Успенском соборе монастыря разместилась экспериментальная научно-реставрационная производственная мастерская, впоследствии — «Владимирреставрация».
В 1986 году в монастыре расположился атеистический музей.
22 марта 1993 года Успенский собор Княгинина монастыря был передан Церкви. Определением Священного Синода РПЦ 11 июня 1993 года монастырь был возрождён.
В 1997 году при монастыре открыта регентская школа.
В 2008 году освящён придел Казанского храма в честь святителя Иоанна Златоустого.
В монастыре трудятся 28 сестёр. До своей смерти в 2020 году здесь жил на покое бывший митрополит Владимирский Евлогий (Смирнов). У обители имеется своё подворье в селе Санино Суздальского района.

## Игуменьи
- Марфа (уп. 1512),
- София (уп. 1552),
- Ольга (уп. 1623),
- Марина (Феофилатьева) (уп. 1642),
- Таисия (Сновидова) (1649—1662),
- Елена (Карамышева) (1662—1665)
- Анисия (Новосильцева) (1665—1670)
- Маремиана (Борисова) (1671—1677)
- Феодосия (Блудова) (1679—1695),

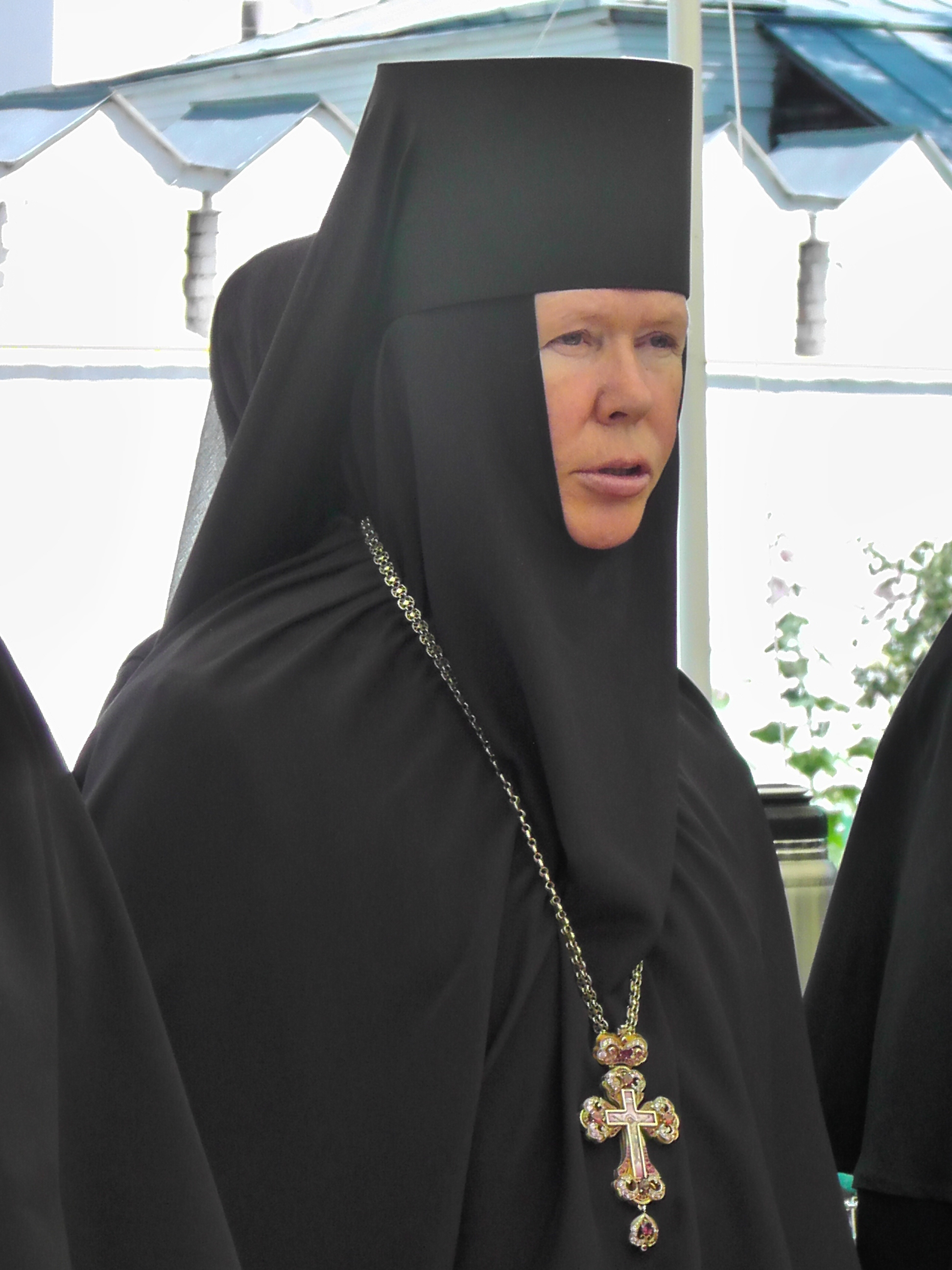
Игуменья Антония (1992—2010)

- Неонила (Всеволожская) (1697—1704)
- Феоктиста (Кологривова) (1706—1710),
- Максимилла (1710—1713),
- Неонилла (Всеволожская) (19 февраля 1713—1724, уволена по старости),
- Екатерина (19 июля 1724—†1737),
- Анфия (Бужанинова) (30 августа 1737—1758),
- Иудифь (1758),
- Любовь (Маркова) (1761—1775),
- Елизавета (Стромилова) (1775—1777),
- Надежда (1777—1778),
- Назарета (Бухвостова) (1780—1813),
- Евгения (1813—1819),
- Измарагда (1819—1840),
- Елизавета (1841—1843),
- Евгения (1843—1862),
- Серафима (1862—1864),
- Мария (1864—1878),
- Аглаида (1878—1888),
- Маргарита (1888—1914),
- Августа (1914—1917, или 1916)
- Олимпиада (Медведева) (1917—1923)
- Антония (Шаховцева) (1992—2010)
- Олимпиада (Хоружая) (2010—30 августа 2019[9])
- Нина (Соколюк) (по состоянию на 06.10.2024)

## Святыни
- Мощи преподобной княгини Марии Владимирской (Ясыни).
- До 2009 года в монастыре хранилась Боголюбская икона Богородицы, которая была передана обители из Владимирского музея в 1992 году. В 2009 году на иконе была обнаружена плесень. В настоящий момент икона находится в специально оборудованном помещении Владимиро-Суздальского музея, а в обители размещён список с иконы.
- Частица мощей мученика Авраамия Болгарского[10].
- Икона великомученика Пантелеимона с частицей мощей, написанная на Святой Горе Афон, в скиту праведной Анны[11].